# Hillingdon kerület
Hillingdon London legnyugatibb kerülete.
Külső-London részét képezi. Ez ad helyet a Brunel Egyetemnek és a Heathrow repülőtérnek.

## Története
A kerületet 1965-ben hozták létre Uxbridge kerület, Hayes és Harlington kerület, Ruislip Northwood kerület, valamint a middlesexi Yiewsleyés Nyugat-Drayton kerület összevonásával.
Az önkormányzat kezdetben képtelen volt a városrész nevének meghatározására. Keith Joseph 1963-ban azt tanácsolta a kerület neve legyen Uxbridge, de ezt később megváltoztatták.

## Népessége
A kerület népessége a korábbiakban az alábbi módon alakult:
| Lakosok száma | 281 800 | 297 700 | 304 824 | 310 681 |
|               | 2012    | 2015    | 2018    | 2022    |

## Körzetek
- Cowley
- Eastcote
- Eastcote Village
- Hatton
- Hayes
- Harlinton
- Hayes End
- Hayes Town
- Harefield
- Harmondsworth
- Heathrow (London)
- Hillingdon
- Ickenham
- Longford
- Newyears Green
- North Hillingdon
- Northwood
- Northwood Hills
- Ruislip
- Ruislip Common
- Ruislip Gardens
- Ruislip Maonr
- Sipson
- Uxbridge
- Yeading
- Yiewsley

Itt található még, de egyik körzetbe se tartozik a Norfolki repülőtér

## Parkok és közterek
A hillingdoni önkormányzat 239 park és tér rendbentartásáért, felügyeletéért felelős. Mivel ez a terület a Londont körbefogó zöldövezet egyik része, és itt alacsony a népsűrűség, nagy zöld felületek vannak szabadon. A parkok méretben változatosak: a Colne folyó nagy parti övezetétől a kisebb kert méretéig.